# Hoover (Alabama)
Hoover es una ciudad ubicada en los condados de Jefferson y Shelby en el estado estadounidense de Alabama. En el año 2020 tiene una población de 92 606 habitantes y una densidad poblacional de 561 personas por km².

## Geografía
Hoover se encuentra ubicada en las coordenadas 33°23′11″N 86°48′18″O / 33.38639, -86.80500. Según la Oficina del Censo, la localidad tiene un área total de 113 km² (43,6 mi²), de la cual 111,7 km² (43,1 mi²) es tierra y 1,3 km² (1 mi²) (1.50%) es agua.

## Demografía
Según la Oficina del Censo en 2000 los ingresos medios por hogar en la localidad eran de $75,365, y los ingresos medios por familia eran $89,513. Los hombres tenían unos ingresos medios de $55,660 frente a los $34,836 para las mujeres. La renta per cápita para la localidad era de $33,361. Alrededor del 5,8% de la población estaban por debajo del umbral de pobreza.